# Ропшинское сельское поселение

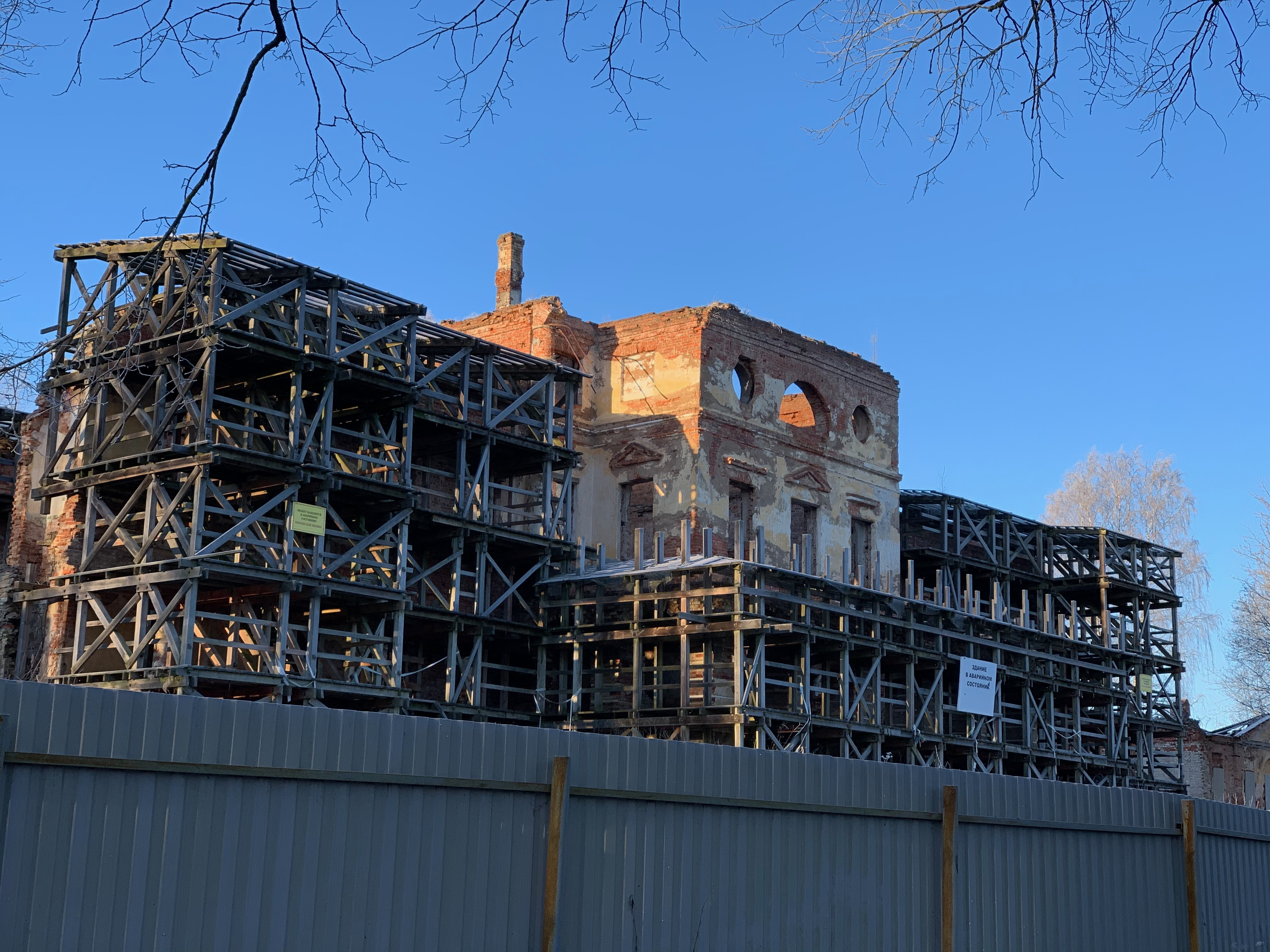
Ропшинский дворец. 2020 год

Ро́пшинское се́льское поселе́ние — муниципальное образование в Ломоносовском районе Ленинградской области.
Административный центр — посёлок Ропша. Глава поселения — Бахлаев Александр Генадьевич, глава администрации Стожук Алексей Васильевич.

## Географическое положение
Ропшинское сельское поселение расположено в пределах ледниковой равнины северной краевой части Ижорского плато, на склоне Балтийско-Ладожского глинта. Ландшафт представляет собой холмистую равнину. Грунты преобладают супесчаные и глинистые. Преобладающая мощность рыхлых грунтов 1-.
Граничит:
- на севере — с Низинским сельским поселением и Горбунковским сельским поселением
- на востоке — с Аннинским городским поселением, Лаголовским сельским поселением и Русско-Высоцким сельским поселением
- на юге — с Кипенским сельским поселением
- на западе — с Гостилицким сельским поселением и Оржицким сельским поселением

По территории поселения проходят автодороги:
- 41К-011 (Стрельна — Гатчина) («Ропшинское шоссе»)
- 41К-015 (Анташи — Красное Село)
- 41К-274 (Ропша — Оржицы)
- 41К-275 (подъезд к птицефабрике «Русско-Высоцкое»)

Расстояние от административного центра поселения до районного центра — 45 км.

## Климат
Климат — атлантико-континентальный, близкий к морскому, с умеренно тёплым, влажным летом и довольно продолжительной, умеренно холодной зимой. Многолетняя среднегодовая температура: +4,3°С.
Зима продолжается 5 месяцев, средняя многолетняя зимняя температура: −7,7°С. Устойчивые морозы наступают в конце ноября, начале декабря и продолжаются от 150 до 170 дней. Средняя температура самых холодных месяцев — января и февраля составляет −9,0°С, а абсолютного минимума температура достигает в феврале: −35,0°С.
Началом лета считается июнь, когда воздух прогревается до +15°С. Абсолютный максимум приходится на июль, когда температура доходит до +32°С. Продолжительность летнего периода три месяца, средняя многолетняя летняя температура: +17,8°С. Продолжительность безморозного периода: 190—210 дней.
Средне-годовая норма осадков: 673 мм. Ветра в течение года преобладают северо-восточных и северо-западных направлений, средняя скорость ветров: 4-6 м/сек. Характерны густые и продолжительные туманы в ночное и утреннее время.

## История
В середине XIX века после введения волостного правления в составе Петергофского уезда Санкт-Петербургской губернии была образована Ропшинская волость. 
1 августа 1927 года после ликвидации губерний, уездов и волостей 3 сельсовета Ропшинской волости (Витинский, Жабинский, Низковицкий) вошли в состав Ораниенбаумского района, а 4 сельсовета (Кипенский, Ропшинский, Русско-Высоцкий, Чухонско-Высоцкий) в состав Урицкого района Ленинградского округа Ленинградской области. В 1933 году в состав Ропшинского сельсовета входило 8 населённых пунктов: Ропша, Румбули, Михайловская, Хабино, Липицы, Елецко-Хабино, Гладино, Ивановка.
14 декабря 1955 года после упразднения Красносельского района Ропшинский сельсовет вошёл в состав Ломоносовского района. 18 января 1994 года постановлением главы администрации Ленинградской области № 10 «Об изменениях административно-территориального устройства районов Ленинградской области» Ропшинский сельсовет, также как и все другие сельсоветы области, преобразован в Ропшинскую волость.
С 1 января 2006 года в соответствии с областным законом Ленинградской области от 24 декабря 2004 года № 117-оз «Об установлении границ и наделении соответствующим статусом муниципального образования Ломоносовский муниципальный район и муниципальных образований в его составе» было образовано Ропшинское сельское поселение. В состав поселения вошла территория бывшей Ропшинской волости.

## Население
| 1990  | 1997  | 2002  | 2006  | 2010  | 2011  | 2012  |
| ----- | ----- | ----- | ----- | ----- | ----- | ----- |
| 1541  | ↗1650 | ↘1275 | ↗2800 | ↗3243 | ↗3244 | ↘3226 |
| 2013  | 2014  | 2015  | 2016  | 2017  | 2018  | 2019  |
| ↘3221 | ↘3218 | ↗3236 | ↗3286 | ↗3378 | ↗3514 | ↗3571 |
| 2020  | 2021  | 2023  | 2024  | 2025  |       |       |
| ↗3806 | ↘3535 | ↗4040 | ↗4438 | ↗4703 |       |       |

## Состав сельского поселения
| № | Населённый пункт | Тип населённого пункта          | Население    |
| - | ---------------- | ------------------------------- | ------------ |
| 1 | Большие Горки    | деревня                         | ↗130 (2017)  |
| 2 | Глядино          | деревня                         | ↗112 (2017)  |
| 3 | Коцелово         | деревня                         | ↗77 (2017)   |
| 4 | Малые Горки      | деревня                         | ↗132 (2017)  |
| 5 | Михайловская     | деревня                         | ↘159 (2017)  |
| 6 | Олики            | деревня                         | ↗91 (2017)   |
| 7 | Нижняя Кипень    | деревня                         | ↗55 (2017)   |
| 8 | Ропша            | посёлок, административный центр | ↘802 (2017)  |
| 9 | Яльгелево        | деревня                         | ↗1876 (2017) |